# Tenagophila
Tenagophila is een geslacht van haften (Ephemeroptera) uit de familie Leptophlebiidae.

## Soorten
Het geslacht Tenagophila omvat de volgende soorten:
- Tenagophila brioni
- Tenagophila paitae